# René Viviani
René Raphaël Viviani (Sidi Bel Abbes, 8 novembre 1863 – Le Plessis-Robinson, 7 settembre 1925) è stato un politico francese.
Jean Raphaël Adrien René Viviani fu un politico francese della Terza Repubblica, Primo Ministro durante il primo anno della prima guerra mondiale.

## Biografia
Nacque a Sidi Bel Abbes, nel Nordafrica francese, da una famiglia di italo-algerini. In giovane età si associò al partito socialista, divenendo presto uno dei suoi più importanti oratori e capi prominenti. Quando il partito si riorganizzò nel 1904 nel partito Socialista Unificato, Viviani, come  Aristide Briand, ne restò fuori, e da allora si definì un socialista indipendente.
La sua carriera parlamentare iniziò nel 1893, quando fu eletto deputato del quinto dipartimento di Parigi. Tenne questa carica fino al 1902, quando non riuscì ad essere rieletto.
Fu membro della Massoneria, iniziato nel 1894 nella loggia « Droit et justice » del Grande Oriente di Francia.
Fu uno dei principali sostenitori della legge sulla libertà di associazione (1901), che consentì la chiusura delle associazioni religiose, in particolare cattoliche, in Francia:
Nel 1907 fu eletto deputato del Dipartimento della Creuse. Lo stesso anno entrò a far parte del governo di Georges Clemenceau.
Fu Ministro della Pubblica Istruzione nel governo di Gaston Doumergue.
Nella primavera del 1914 fu eletta una camera eccezionalmente radicale e sembrò che non sarebbero riusciti ad accordarsi sul Premier, ma infine fu nominato Primo Ministro il 3 luglio 1914 dal presidente Raymond Poincaré. Ricevette un voto di fiducia di 370 a 137.
Le istanze principali furono il mantenimento della legge che richiedeva un servizio militare triennale nell'esercito e l'ottenimento di un prestito di 1.800.000.000 franchi ($360,000,000) per i preparativi bellici. Viviani appoggiò entrambe le misure. Durante la Crisi di luglio, fu ampiamente dominato dal Presidente Poincaré. Iniziata la guerra con la Germania, nell'agosto 1914 Viviani riorganizzò il Governo per la guerra. Diede le dimissioni il 27 ottobre 1915, succeduto da Aristide Briand.
È stato il Primo Ministro della Francia due volte: la prima dal 13 giugno al 26 agosto 1914 e la seconda dal 26 agosto 1914 al 29 ottobre 1915.